# Eugene Coakley
Eugene Coakley (7 de marzo de 1979) es un deportista irlandés que compitió en remo.
Ganó dos medallas en el Campeonato Mundial de Remo, en los años 2005 y 2006. Participó en los Juegos Olímpicos de Atenas 2004, ocupando el sexto lugar en la prueba de cuatro sin timonel ligero.

## Palmarés internacional
| Campeonato Mundial | Campeonato Mundial | Campeonato Mundial | Campeonato Mundial        |
| Año                | Lugar              | Medalla            | Prueba                    |
| ------------------ | ------------------ | ------------------ | ------------------------- |
| 2005               | Kaizu (Japón)      | Medalla de plata   | Cuatro sin timonel ligero |
| 2006               | Eton (Reino Unido) | Medalla de bronce  | Cuatro sin timonel ligero |